# Северные шошоны

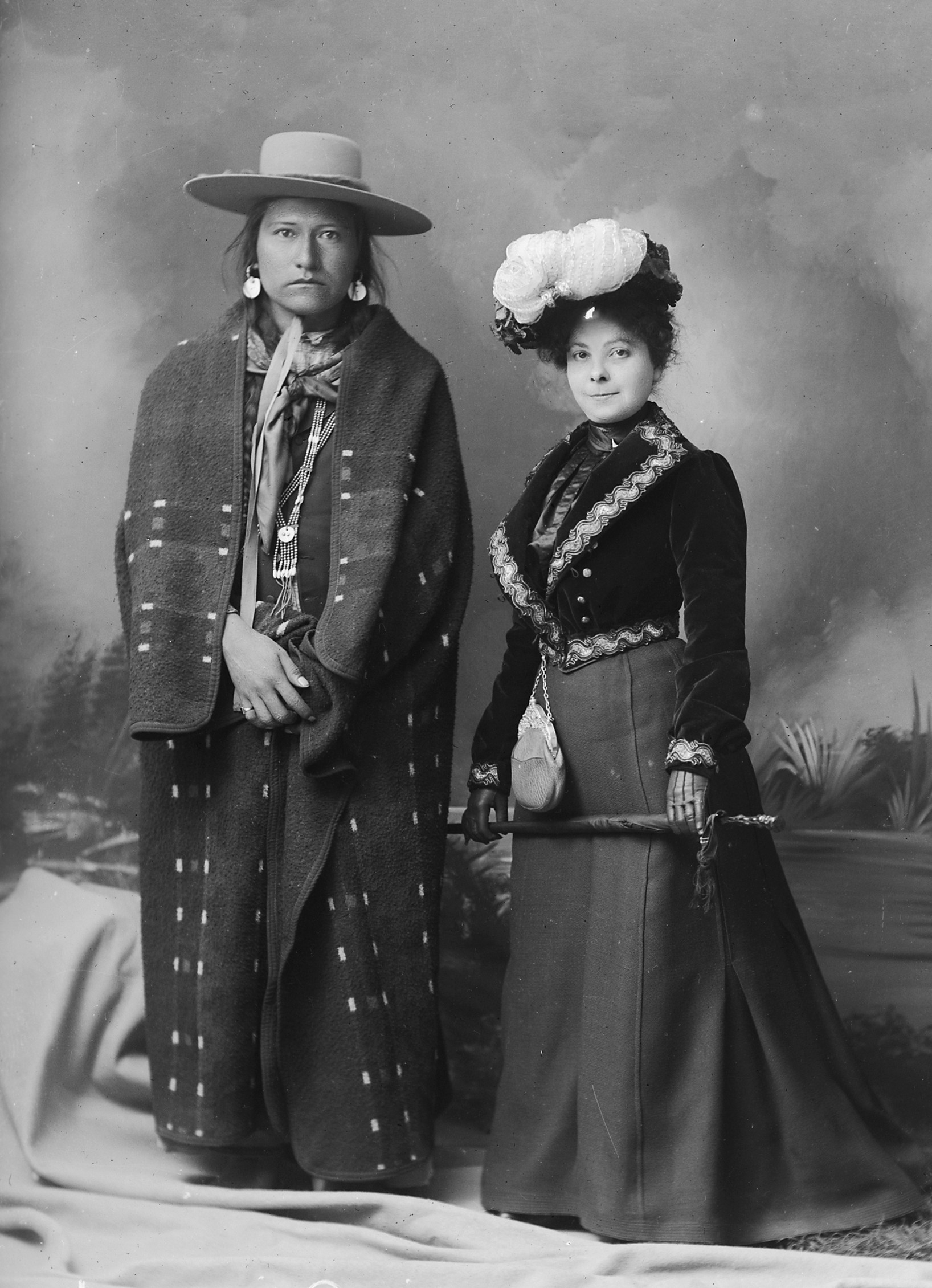
Тиндур, вождь агайдека, вместе с женой, ок. 1897 г. Фотография Бенедикта Ренстеда

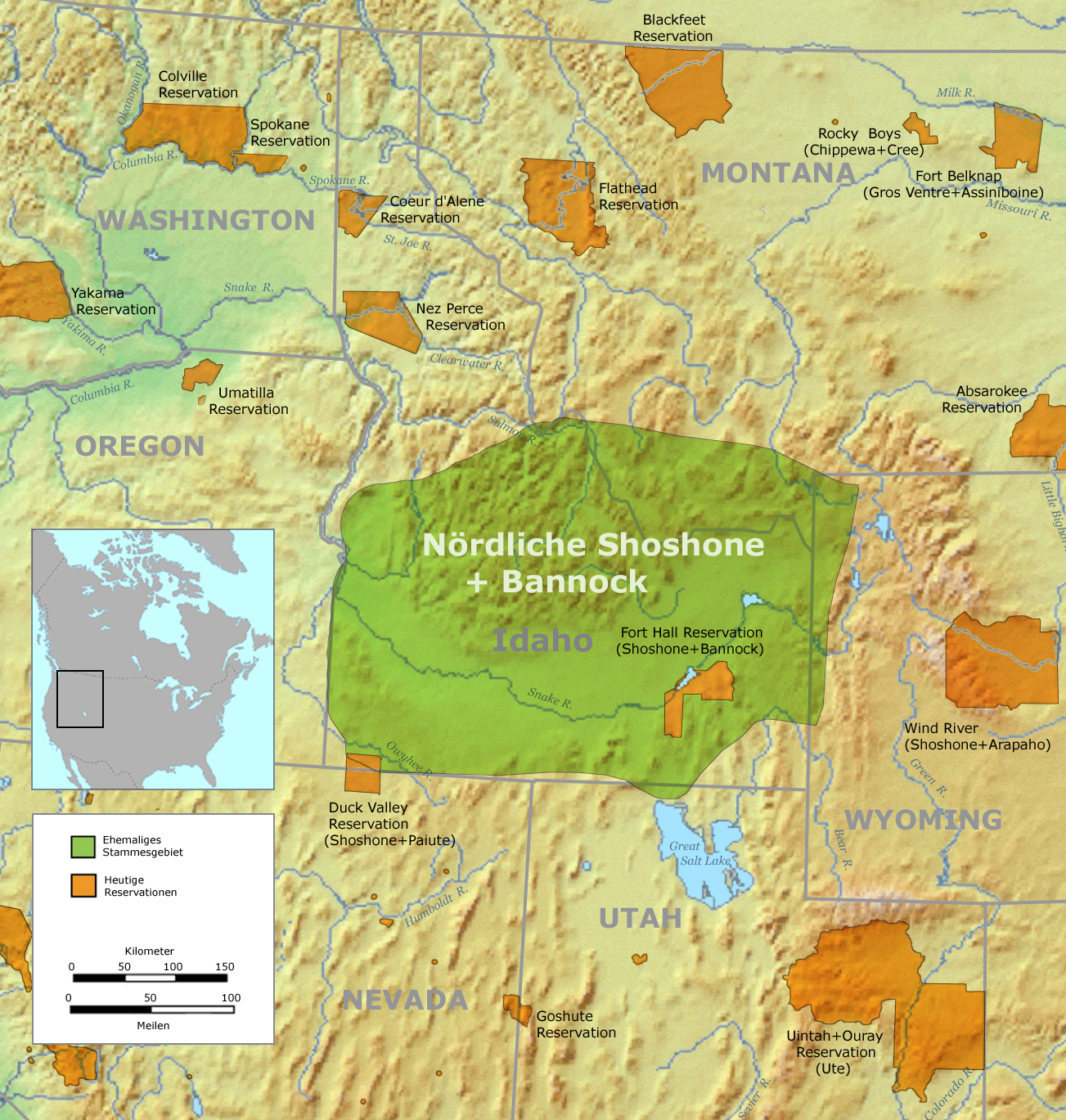
Традиционная территория северных шошонов и банноков

Северные шошоны (англ. Northern Shoshone) — группа лингвистически родственных индейских племён в США, являются частью индейского народа шошоны. Традиционно проживали на юге Айдахо и в северо-восточной части Большого Бассейна.

## Язык
Говорили на северном диалекте шошонского языка относящегося к нумской ветви юто-ацтекской семьи языков. Был распространён язык павиотсо из-за тесных контактов с банноками, ныне употребляют оба языка. Английский язык до 1960-х гг. знали плохо.

## Племена
Северные шошоны делились на несколько племён.
Горные племена:
- Агайдека, известные также как лемхи, «Едоки лосося». Проживали на территории современного штата Айдахо — в долине реки Лемхи, вдоль гор Биверхэд и Лемхи. После приобретения лошадей в XVIII веке они восприняли культуру равнинных племён и отправились на охоту на бизонов. Совершали длительные походы на Великие равнины где враждовали с черноногими.
- Тукудека, «Едоки овец». Проживали по склонам хребта Сотут, на территории современных округов Бойсе и Кастер. Кочевали и часто смешивались с остальными племенами северных шошонов и банноками, часть в XIX веке присоединилась к восточным шошонам. Жили мелкими рассеянными группами, занимались охотой и рыболовством.

Северо-западные племена:
- Каммитикка, камудека или шошоны Баннок-Крик, «Едоки кроликов». Традиционно обитали на территории современного округа Пауэр вдоль Баннок-Крик. Их вождём являлся Покателло, один из наиболее известных лидеров шошонов. В 1873 году насчитывали 383 человека.
- Пенквитикка, пенгвидека или шошоны озера Бэр, «Едоки рыбы». Проживали в районе озера Бэр на границе Юты и Айдахо, вдоль рек Бэр и Логан.
- Шошоны Каш-Вэлли — обитали в долине Каш, на территории современных округов Франклин и Каш. Были практически уничтожены во время резни на реке Бэр, остатки присоединились к другим племенам шошонов.
- Уибер-юты или шошоны Большого Солёного озера — проживали вдоль реки Уибер до Большого Солёного озера. Это была смешанная группа шошонов и ютов, говорящих на диалекте шошонского языка.

Северо-западные племена насчитывали около 1500 человек в 1863 году.
Племена Форт-Холла:
- Похогуи, бохоини, «Народ полыни». Смешанная группа шошонов и банноков, проживали на юго-востоке Айдахо, на равнинах вдоль реки Снейк. Именно эта группа стала основой для смешанного народа шошоны-банноки, проживающего в резервации Форт-Холл. Как и агайдека, испытали влияние культуры индейцев Великих равнин. Совершали походы на равнины, к востоку от Скалистых гор.

Западные племена:
- Яхандека, яхантикка, «Едоки сурков». Кочевали мало, занимались ловлей лосося и собирательством. Смешанная группа шошонов и северных пайютов, проживали на юго-западе Айдахо. В свою очередь делились на три небольшие группы примерно по 300 человек:

- Бойсе — обитали вдоль нижнего течения реки Бойсе и вдоль реки Пейетт. Освоили езду на лошадях и коневодство, совершали дальние путешествия.
- Бруно — проживали к югу от реки Снейк, в основном вдоль реки Бруно. Вместе с бойсе были первыми группами северных шошонов, поселившихся в резервации Форт-Холл.
- Шевоки или шошоны реки Уизер — обитали вдоль нижнего течения реки Уизер. После того, как часть из них отказалась селиться в резервации Малер в Орегоне, их переселили в Форт-Холл и Дак-Валли.

## Культура

### Социальная организация
Для социальной организации северных шошонов были характерны группы с нестабильным составом и лидерством. У них не было верховного вождя и они действовали самостоятельно, независимо друг от друга. Только агайдека и похогуи выбирали главного вождя и совет, когда отправлялись на Великие равнины. Западные племена северных шошонов состояли из малых групп, часто, всего из несколько семей.
Счёт родства билинейный, семья малая, в основном моногамная, хотя полигамия, особенно полигиния, тоже существовала. Были распространены сорорат и левират.

### Материальная культура
Северные шошоны занимались выделкой оленьих, а агайдека и похогуи также бизоньих, шкур. Изготавливали три вида замши — белую, жёлтую и коричневую. Для изготовления первого вида удаляли шерсть, прокатав шкуру по золе и в течение недели вымачивая в тёплой воде перед тем, как соскабливать. Жёлтый цвет достигался путём высушивания кожи над тлеющим костром из сухой ивы; коричневый — над костром из зелёной ивы. Было развито плетение, изготовление посуды из стеатита, известно производство грубой лепной керамики.
После распространения культуры индейцев Великих равнин агайдека и похогуи стали проживать в типи, остальные племена продолжали использовать в качестве жилища хижины из веток, покрытые камышом, травой или шкурами животных.

## Население
Из-за того, что многие группы северных шошонов жили обособленно и были разбросаны на большой территории, первоначальные оценки численности населения были не определены. Только в резервации были сделаны точные подсчёты. В 1873 году 1037 северных шошонов и банноков жили в резервациях, более 900 за их пределами. В 1910 году перепись определила численность северных шошонов примерно в 2000 человек. В 1937 году, согласно отчёту Бюро по делам индейцев, 3650 человек. В 1981 году племя шошоны-банноки насчитывало 3100 членов. В 2010 году общее количество северных шошонов и банноков составляло 4449 человек, а вместе с метисами — 5315 человек.